# カレッジパーク (メリーランド州)
カレッジパーク（英: College Park）は、アメリカ合衆国メリーランド州のプリンスジョージズ郡にある都市。人口は3万4740人（2020年）。ワシントンD.C.の北に位置している。市内にメリーランド大学カレッジパーク校があることと、1994年からアメリカ国立公文書記録管理局の新館があることで知られている。
カレッジパークの郵便番号は20740、20741（バーウィンハイツ、ノースカレッジパーク）、20742（メリーランド大学）である。

## 歴史

### 開発
カレッジパークは1889年から、メリーランド農業大学（後にメリーランド大学）と、ボルチモア・アンド・オハイオ鉄道のカレッジパーク駅の近くに開発された。この郊外地は1945年に法人化され、カレッジパーク、レイクランド、バーウィン、オークスプリング、ブランチビル、ダニエルズパーク、ハリウッドの地区を含めた。当初の地区は1872年にユージン・キャンベルが区画を決めたものだった。地域は未開発のまま残り、1889年にワシントンの不動産開発業者ジョン・O・ジョンソンとサミュエル・カリデンが再度区画を割った。当初の面積125エーカー (0.51 km2) の土地が、標準的な区画を50フィート (15 m)  x 200フィート (61 m) という細長い区画を持つ格子状の通り配置に分けられた。カレッジパークは急速に発展し、混雑して来たワシントンD.C.から脱出しようという人や、急速に増えた大学の教職員と従業員を容れることになった。当初はこけら板スタイル、アン女王様式、スティックスタイル、さらに質素な土地に合わせた住居に建設された一戸建て住宅が並んだ。1920年代には自動車の利用が増え、ボルチモア・アベニュー/ルート1沿いにキャンパスが拡大して、商業開発が進んだ。1930年代後半までに、当初の地区の大半は一部が開発された状況だった。メリーランド大学の男子友愛会や女子学生クラブが地区に住宅を建設した。第二次世界大戦後、建設は牧場や段差のある家屋のインフィルが大半だった。1945年に町が法人化された後、市は成長を続け、市民センターが1959年に建設された。
レイクランド地区は1892年から、ボルチモア・アンド・オハイオ鉄道の周辺に開発された。鉄道のブランチビル駅とカルバート道路駅がそれぞれ北と南に約1マイル (1.6 km) の位置にあった。レイクランドはエドウィン・ニューマンが創設したものであり、鉄道の西にあった238エーカー (0.96 km2) の土地を改良した。また当初の多くの家屋、小さなタウンホール、雑貨屋も建設した。この地区は当初リゾートタイプの町を想定されていた。しかし、洪水を受けやすい低地にあったために、低収入の人々を惹きつけることになり、アフリカ系アメリカ人の町になった。1900年頃、ボルチモア・ゴールド・フィッシュ社が地域に5つの人工湖を建造し、金魚など希少種の魚を養育した。アフリカ系アメリカ人のために教室1室の学校が1903年に建設され、さらに1925年にも新しい学校が建設された。
バーウィン地区は1885年頃から、ボルチモア・アンド・オハイオ鉄道の周辺に開発された。ボルチモア・アベニューと鉄道の間の土地を購入したペンシルベニア州出身者フランシス・シャナブルックが創設した。シャナブルックは小さな駅を造り、雑貨屋を建設し、ワシントンD.C.からの脱出を目指す中流の人々を当てにして約15件の家屋を建てた。1900年、シティ・アンド・サバーバン電気鉄道が開通して成長を始めた。1925年までに約100戸の一戸建て住宅があり、その大半が二階建て木造だった。1930年代と1940年代には平屋のバンガロー、ケープ、ヴィクトリア様式の家屋の開発が続き、後には高台の牧場や段差のある家屋を含むようになった。
ダニエルズパーク地区は1905年から、シティ・アンド・サバーバン電気鉄道の東側と西側に発展した。エドワード・ダニエルズが47エーカー (0.19 km2) の土地に創設したものだった。この小さな住宅地区は格子状に配列された通りに沿って建設された一戸建て住宅で改良された。住宅はアメリカン・フォースクエアからバンガローのスタイルまであり、1905年から1930年代に建設された。
ハリウッド地区は20世紀初期から、シティ・アンド・サバーバン電気鉄道沿いに開発された。ダニエルズパークの開発者エドワード・ダニエルズがダニエルズパークを北に伸ばす町としてハリウッド地区を計画した。ハリウッドにおける開発は第二次世界大戦まで緩りだったが、その後1940年代後半にアルバート・ターナーが地区北側の大きな土地を取得した。ターナーは1950年からレンガ造り3寝室バンガローを開発し、市場に出すことができた。1952年までに、小学校が建設されていた。ボルチモア・アンド・オハイオ鉄道に沿った広さ21エーカー (0.085 km2) のハリウッドパークが、メリーランド・首都公園企画委員会によって運営されている。

### その後の出来事
1943年、ワシントン・セネターズ（現ミネソタ・ツインズ）がカレッジパークで春季トレーニングを行った。第二次世界大戦の間も鉄道輸送を保つために、1943年のメジャーリーグベースボールの春季トレーニングはミシシッピ川以東、オハイオ川以北に限られていた。
2001年9月24日、藤田スケールF3の竜巻複数が地域を襲った。この竜巻はメリーランド大学カレッジパークキャンパスで吹き荒れ、州間高速道路95号線と平行にローレルを通ったときも、F3のレベルがあった。竜巻が通ったのは長さ17.5マイル (28.2 km) あり、死者2人、負傷者55人、物的損害は1億100万ドルとされた。2人の死者は姉妹であり、乗っていた自動車が巻き上げられて建物を越え、地面に叩きつけられた。二人ともメリーランド大学の学生だった。この竜巻はメリーランド州、バージニア州、ワシントンD.C.を襲った竜巻群の1つであり、ボルチモア・ワシントン都市圏を直接襲った近代の竜巻の中では最も激しいものだった。

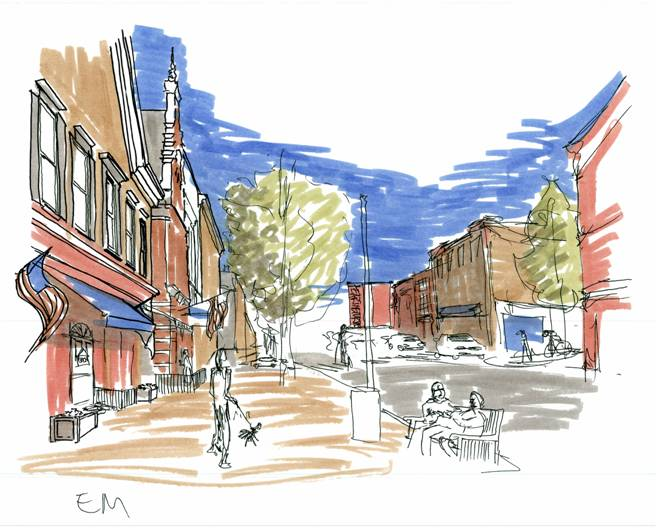
新しいカレッジパークのために学生デザイン・シャーレットで制作されたイメージ

21世紀への変わり目、カレッジパークはかなりの開発圧力を受けるようになった。学生も市民も市内にアメニティが欠けており、センスが悪いことを認識していた。2002年、市と郡はルート1セクタープランを成立させ、カレッジパークの街路を多目的に利用開発することを認め、奨励した。東キャンパス再開発イニシャティブ、大学ビュー、ノースゲイト複合住宅など近年のプロジェクトが、国内の著名な学園町のように、活発な中心街と多様な住民のいるものになると期待を抱かせた。メリーランド大学の学生自治会が2006年4月にデザイン・シャーレットを後援し、カレッジパークの将来構想を描かせた。2006年7月、ある学生団体が「カレッジパークを再考する」コミュニティ集団を創設し、開発に関する情報を共有し、公的な対話を奨励するウェブサイトを立ち上げた。2010年時点で市内には著名な建築物が加わった。2009年8月、国道1号線とノックス道路交差点に近い中心街に駐車場が完成した。アパートの複合住宅には2つのタワーが加わり、これに隣接して大学院アパート塔が建設されている。

## 人口動態
以下は2010年国勢調査による人口統計データである。
| 基礎データ - 人口: 30,413 人 - 世帯数: 6,757 世帯 - 家族数: 2,852 家族 - 人口密度: 2,082.0人/km2（5,392.4人/mi2） - 住居数: 8,212 軒 - 住居密度: 562.2軒/km2（1,456.0軒/mi2） 人種別人口構成 - 白人: 63.0% - アフリカン・アメリカン: 14.3% - ネイティブ・アメリカン: 0.3% - アジア人: 12.7% - 太平洋諸島系: 0.1% - その他の人種: 6.0% - 混血: 3.5% - ヒスパニック・ラテン系: 11.9% | 年齢別人口構成 - 18歳未満: 7.6% - 18-24歳: 60.7% - 25-44歳: 15.7% - 45-64歳: 11% - 65歳以上: 5.1% - 年齢の中央値: 21歳 - 性比（女性100人あたり男性の人口） - 総人口: 113.2 世帯と家族（対世帯数） - 18歳未満の子供がいる: 18.4% - 結婚・同居している夫婦: 30.6% - 未婚・離婚・死別女性が世帯主: 7.9% - 非家族世帯: 57.8% - 単身世帯: 24.8% - 65歳以上の老人1人暮らし: 6.6% - 平均構成人数 - 世帯: 2.79人 - 家族: 3.18人 |

以下は2000年国勢調査による人口統計データである。
| 基礎データ - 人口: 24,657 人 - 世帯数: 6,030 世帯 - 家族数: 3,039 家族 - 人口密度: 1,753.2人/km2（4,537.5 人/mi2） - 住居数: 6,245 軒 - 住居密度: 444.1軒/km2（1,149.2 軒/mi2） 人種別人口構成 - 白人: 68.82% - アフリカン・アメリカン: 15.93% - ネイティブ・アメリカン: 0.33% - アジア人: 10.03% - 太平洋諸島系: 0.01% - その他の人種: 2.57% - 混血: 2.31% - ヒスパニック・ラテン系: 5.54% | 年齢別人口構成 - 18歳未満: 10.5% - 18-24歳: 51.3% - 25-44歳: 19.8% - 45-64歳: 11.3% - 65歳以上: 7.2% - 年齢の中央値: 22歳 - 性比（女性100人あたり男性の人口） - 総人口: 110.3 - 18歳以上: 111.2 世帯と家族（対世帯数） - 18歳未満の子供がいる: 19.8% - 結婚・同居している夫婦: 38.6% - 未婚・離婚・死別女性が世帯主: 8.3% - 非家族世帯: 49.6% - 単身世帯: 25.7% - 65歳以上の老人1人暮らし: 9.1% - 平均構成人数 - 世帯: 2.65人 - 家族: 3.11人 | 収入と家計 - 収入の中央値 - 世帯: 50,168米ドル（2007年推計では66,953ドル） - 家族: 62,759米ドル（2007年推計では82,295ドル） - 性別 - 男性: 40,445米ドル - 女性: 31,631米ドル - 人口1人あたり収入: 16,026米ドル - 貧困線以下 - 対人口: 19.9% - 対家族数: 4.2% - 18歳未満: 6.9% - 65歳以上: 9.2% |

## 市政府
カレッジパーク市政府は市政委員会・マネジャー方式の政府で運営されている。市マネジャーは市政委員会に指名される。市長は2年毎に改選される。市政委員会は8人の委員で構成され、市内4つの小選挙区の代表である。市政委員会の会合はカレッジパーク市役所で毎週1回開催されている。
カレッジパークの現職市長は2009年に就任したアンドリュー・M・フェローズである。歴代市長は以下の通りだった。
| - ウィリアム・A・デュバル（1945年–1951年） - チャールズ・R・デイビス（1951年–1963年） - ウィリアム・W・ガレット（1963年–1969年） - ウィリアム・R・リーディング（1969年–1973年） - ダービー・A・ローマックス（1973年–1975年） - セントクレア・リーブス（1975年–1981年） | - アルビン・J・クシュナー（1981年–1987年） - アンナ・ラッタ・オーウェンス（1987年–1993年） - ジョセフ・E・ペイジ（1993年–1997年） - マイケル・J・ジェイコブス（1997年–2001年） - スティーブン・A・ブレイマン（2001年–2009年） |

カレッジパークには下記6つの行政組織がある。
| - 管理部 - コミュニティ・リソース部 - 財務部 | - 企画部 - 公共サービス部 - 公共事業部 |

2011年9月時点でアメリカ合衆国下院メリーランド州第5選挙区に属している。

## 地理
カレッジパークは北緯38度59分48秒 西経76度55分39秒 / 北緯38.99667度 西経76.92750度 (38.996560, -76.927509)に位置している。
アメリカ合衆国国勢調査局に拠れば、市域全面積は5.68平方マイル (14.71 km2)であり、このうち陸地5.64平方マイル (14.61 km2)、水域は0.04平方マイル (0.10 km2)で水域率は0.70%である。

### 気候
カレッジパーク地域の気候は、暑く湿気た夏と温暖または冷涼な冬が特徴である、ケッペンの気候区分では温暖湿潤気候、記号は "Cfa" である。

### 市内の地区
| - オートビル/チェリーヒル - バーウィン - ブランチビル - カルバートヒルズ - カレッジパークウッズ | - クリスタルスプリングス/パトリシアコート - ダニエルズパーク - ハリウッド - レイクランド - ノースカレッジパーク | - オールドタウン - サニーサイド - ヤーロー |

### 隣接する地域
- ベルツビル（国勢調査指定地域（CDP)、北）
- バーウィンハイツ町（東）
- ユニバーシティパーク町（南西）
- リバーデールパーク町（南）
- アデルフィ（CDP、西）
- ハイアッツビル市（南西）

## 経済
2009年包括的財務報告書に拠れば、市内の主要雇用主は次の通りである。
| 順位 | 雇用主                                   | 従業員数 |
| ---- | ---------------------------------------- | -------- |
| 1    | メリーランド大学カレッジパーク校         | 13,082人 |
| 2    | メリーランド大学ユニバーシティ・カレッジ | 2,790人  |
| 3    | アメリカ国立公文書記録管理局             | 900人    |
| 4    | アメリカ食品医薬品局                     | 775人    |
| 5    | イケア                                   | 300人    |
| 6    | 米国物理学協会                           | 200人    |

## 交通

### 鉄道

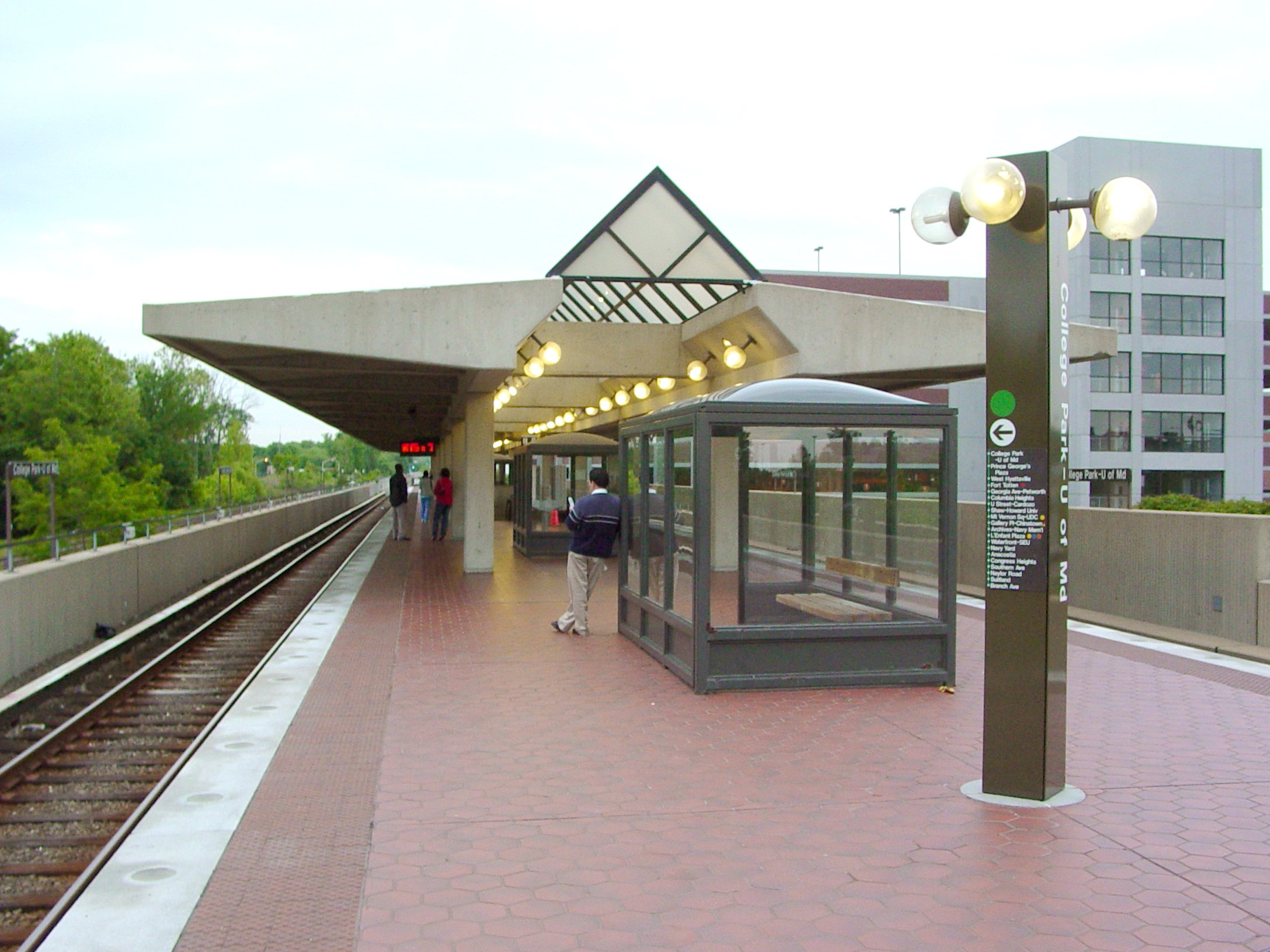
カレッジパーク駅

ワシントンメトログリーンラインのカレッジパーク＝メリーランド大学駅がある。また、メリーランド通勤鉄道の駅が隣接しており、容易に乗り換えができる。この路線は貨物鉄道のCSXトランスポーテーションが所有している。
カレッジパークでは1903年から1962年まで、現在ロードアイランド・アベニューとカレッジパーク・トロリー・トレイルがある場所に沿って路面電車を運行していた。

### 空港
カレッジパーク空港は1909年から運営されており、国内でも最古の連続して利用されている空港であり、世界でも最古クラスである。ワシントンの制限空域の外側数マイルにあるので、その将来は不確実である。1977年、この空港がアメリカ合衆国国家歴史登録財に指定された。

### 主要高規格道路
- 州間高速道路495号線がカレッジパーク・インターチェンジで 州間高速道路95号線に合流し、バージニア州アレクサンドリアとボルチモアを繋いでいる。このインターチェンジの西では、495号線がシルバースプリングや北バージニアに向かう
- アメリカ国道1号線がカレッジパークを通る主要南北方向道路であり、中心街の幹線道になっている。北のベルツビルとローレル、南のハイアッツビルやワシントンD.C.とを結ぶ主要道路である。

## 歴史的な場所
下表はカレッジパーク市にある歴史的な場所であり、メリーランド・首都公園企画委員会に認定されている。市の一部はカルバートヒルズ歴史地区の中に入っており、2002年にアメリカ合衆国国家歴史登録財に指定された。
|    | 史跡名称                         | 画像 | 場所                                                 | 登録番号  | 備考                                              |
| -- | -------------------------------- | ---- | ---------------------------------------------------- | --------- | ------------------------------------------------- |
| 1  | ベイカー＝ホリデイ邸             |      | ヒューロン通り5005                                   | 66-027-24 | ダニエルズパークにある                            |
| 2  | ボウワーズ＝サージェント邸       |      | ロードアイランド・アベニュー9312                     | 66-027-28 | ダニエルズパークにある                            |
| 3  | カレッジパーク空港               |      | コーポラル・フランク通り6709、スコット・ドライブ6709 | 66-004    | アメリカ合衆国国家歴史登録財に指定、1977年9月23日 |
| 4  | カレッジパーク女性クラブ         |      | ノックス道路4711                                     | 66-021-09 | カレッジパーク市が所有                            |
| 5  | コリー邸                         |      | カレッジ・アベニュー4710                             | 66-021-08 |                                                   |
| 6  | ホルブルック邸                   |      | カレッジ・アベニュー4618                             | 66-021-31 |                                                   |
| 7  | レイクハウス（長老派教会牧師館） |      | ポトマック・アベニュー8524                           | 66-018    | バーウィンにある                                  |
| 8  | ラバル邸                         |      | ヒューロン通り5013                                   | 66-027-25 | ダニエルズパークにある                            |
| 9  | マクドネル邸                     |      | ダートマス・アベニュー7400                           | 66-021-10 |                                                   |
| 10 | 国立公文書館考古学史跡           |      | 住所制限                                             | 66-036    | アメリカ合衆国国家歴史登録財に指定、1996年8月22日 |
| 11 | ロスボロ宿屋                     |      | ボルチモア・アベニュー（国道1号線）                  | 66-035-02 | メリーランド大学キャンパス内にある                |
| 12 | タリアフェロー邸                 |      | コロンビア・アベニュー7406                           | 66-021-30 |                                                   |

## メディア
- UMTV（メリーランド大学のテレビ局）
- WMUC メリーランド大学のキャンパスから2マイル (3 km) 、おおよそベルトウェイまでの範囲にラジオ放送を送っている。インターネットのwww.wmucradio.comにも掲載している[17]
- 「ダイアモンドバック」は学生が発行する新聞であり、市役所や大学構内に州5日配布される。
- 「ザ・ガゼット」のカレッジパーク版（週刊）は市内で入手でき、無料である
- ペルシア語のポッドキャストはラジオ・カレッジパークと呼ばれ、メリーランド大学カレッジパーク校のイラン人学生集団が制作している

カレッジパーク市はワシントンD.C.テレビ市場に入っている。

## 教育

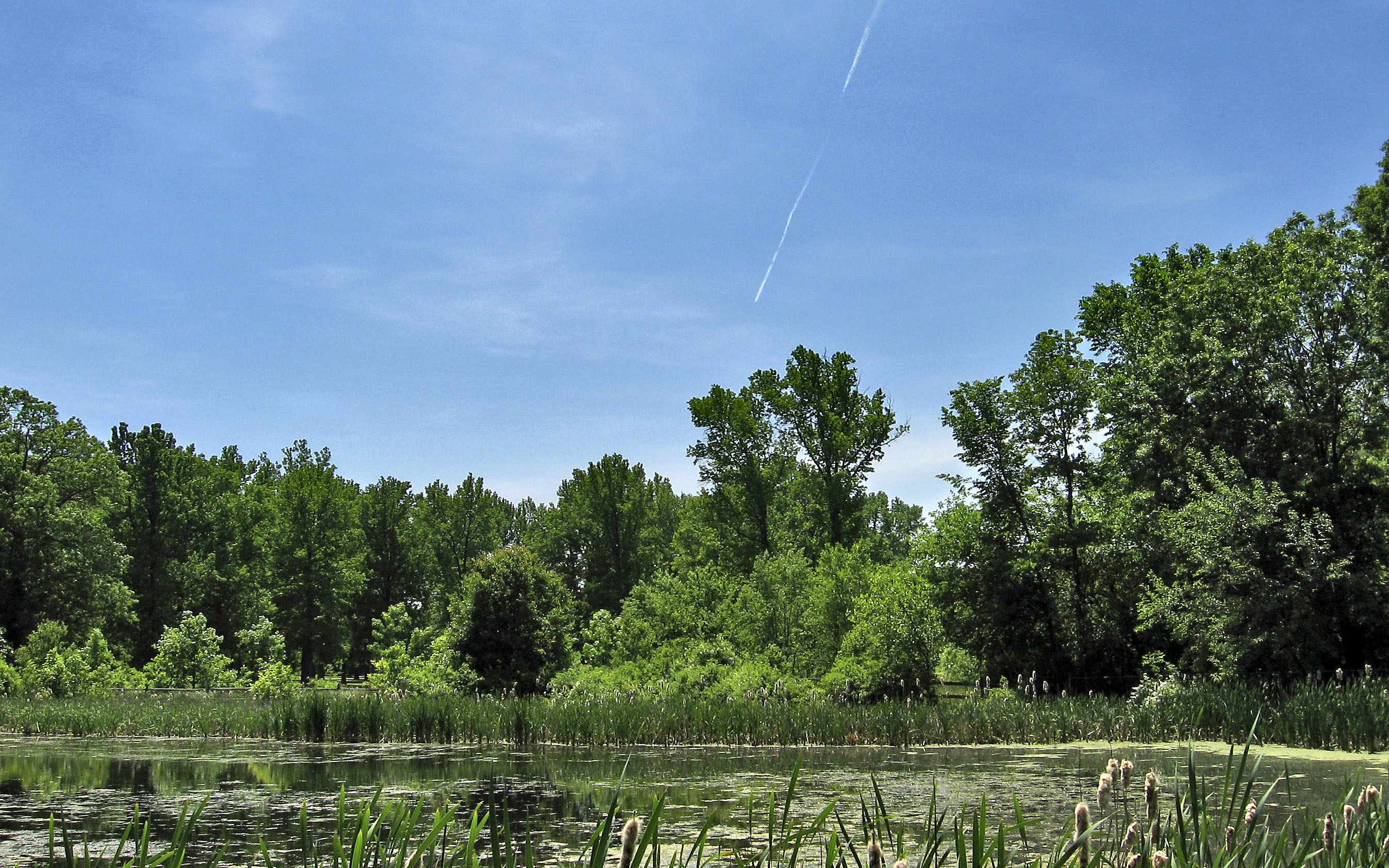
ユニバーシティ・ヒルズパークの池

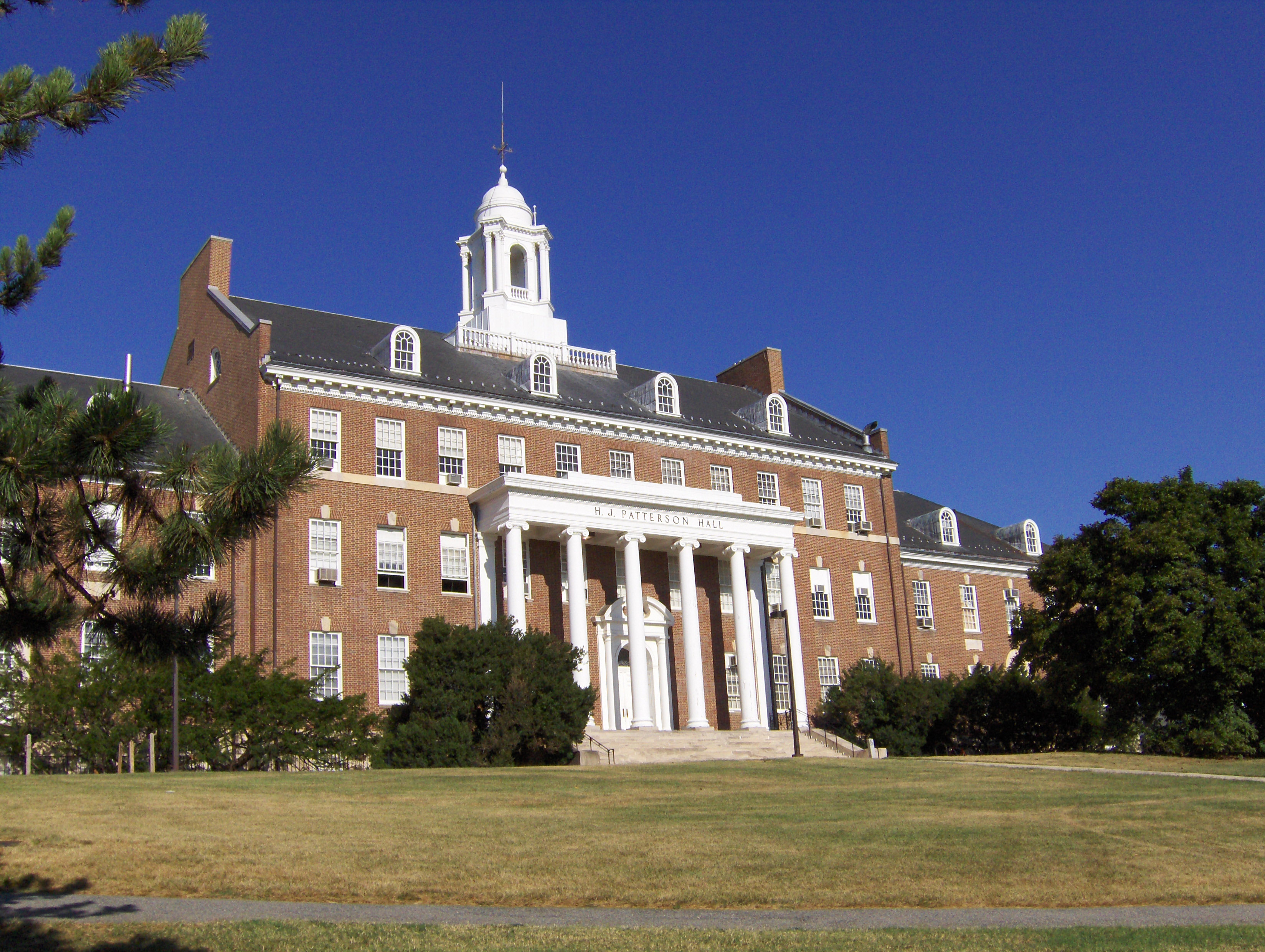
メリーランド大学のHJ・パターソン・ホール

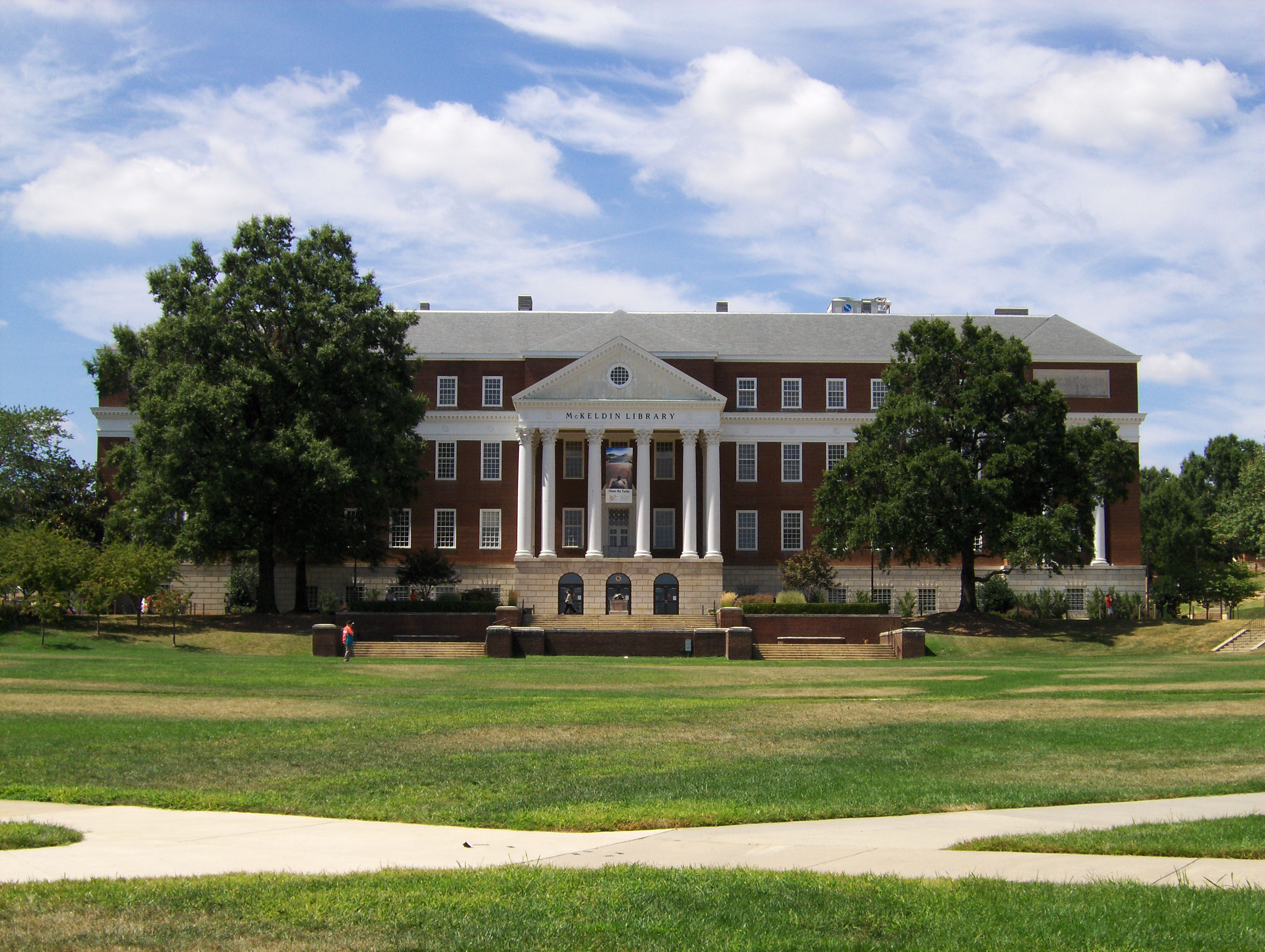
メリーランド大学のマッケルディン図書館

### 高等教育機関
メリーランド大学システムの中で旗艦校であるメリーランド大学カレッジパーク校が市域内にある。

### 初等中等教育

#### 公立学校
カレッジパークの公共教育はプリンスジョージズ郡公共教育学区が管轄している。市内の一部は幾つか別の学区にも区分されている。
小学校
- ハリウッド小学校（カレッジパーク内）
- ペイントブランチ小学校（カレッジパーク内）
- ユニバーシティパーク小学校（ユニバーシティパーク内）
- メアリー・ハリス・"マザー"・ジョーンズ小学校（アデルフィ内）

中学校
- グリーンベルト中学校（グリーンベルト内）
- ハイアッツビル中学校（ハイアッツビル内）
- バックロッジ中学校（アデルフィ内）
- カレッジパーク・アカデミー公立チャータースクール（ハイアッツビル内）

高校
- エレノア・ルーズベルト高校（グリーンベルト内）
- ハイポイント高校（ベルツビル内）
- ノースウェスタン高校（ハイアッツビル内）
- パークデール高校（リバーデールパーク内）

#### 私立学校
- アル・フーダ学校、幼稚園から12年生
- バーウィン・バプテスト学校、幼稚園前から8年生
- フレンズ・コミュニティ学校、幼稚園から8年生
- ホリー・リディーマー学校、幼稚園から8年生

## 博物館
- メリーランド大学美術ギャラリー
- カレッジパーク航空博物館
- 国立言語博物館

## 市と学生の政治
カレッジパークは、多くの学園町と同様に政治に関する議論がよく行われている。メリーランド大学の学生は有権者登録推進を計画し、自らの候補者を市政委員会に選出しようとしている。市民は18歳以上で市域内に住んでいれば、市政委員に立候補できる。過去20年間で何度も試みられたが、2009年にマーカス・アフザリが初めて議席を獲得した。
- 1993年、ダナ・L・ローウェンスタインとマイケル・J・ムーア、全学生のレースで恐らく最も議論が多かった。ローウェンスタインは大学の女子クラブ親組織であるパンヘレニック協会の元会長だった。ローウェンスタインが選挙で落選した後、16件の偽証、16件の虚偽登録有権者に対するほう助と助言で告発され、最大200年以上の禁固刑に直面した。市政委員選挙で対抗馬だったマイケル・スミスは、学生が投票をしないようにさせるために、11月2日の選挙日の前の日に、前委員のチェスター・ジョイと共にプリンスジョージズ郡選挙委員会に苦情を申し立てた。この苦情は女子クラブ会員のうち16人がある選挙区に住んでいたが別の選挙区で登録したというものだった。この苦情は州検察に回され、ローウェンスタインが落選した1年後に刑事告発を行った。ただし学生は誰も違法な投票を行ってはいなかった。その告発では全ての会員がキャンパスの寮に住んでいたが、家の住所を登録住所に使ったというものだった。巡回裁判所の裁定はローウェンスタインを無罪とした。
- 2001年、マイク・マンとダニエル・ドーフマン、2001年11月、マイケル・マン[19]とダニエル・ドーフマンがカレッジパーク市政委員会で2地区3議席を求めた。現職のエリク・オルソンと、市長選に出馬することを決めたブレイマンによってできた空席に対する選挙運動では、2人が学生たちにその年市政委員の選挙があることを伝え、700人以上の学生に有権者登録させた。彼らが一生懸命動き、ほぼ一年間運動したにも拘わらず、落選した。
- 2007年、ニック・アラゴン、2007年1月、ニック・アラゴンは市政委員会の特別選挙で落選した。2人の現職委員が郡政委員に選ばれて空席を生じた。2006年11月の選挙が終わっていたので、市は特別選挙を行うことにした。市は大学が冬季休暇にある時期に選挙日を選んだ。多くの学生が市を離れているはずだった。アラゴンは学生自治会と市長のスティーブ・ブレイマンの後ろ盾を得て、学生たちに不在投票を行うよう奨励したが、それに応じた者も少なく、アラゴンは落選した。
- 2009年、マーカス・アフザリ、メリーランド大学政治学部の博士課程学生で24歳のアフザリが、2009年11月の選挙で第4区選出の委員に当選した。アフザリはドアをノックし、住民と会う時間を作ることで実証した「エネルギー」の提示が、第4区現職を落選させた要因だとした[20][21]。